# Clément Dreyfus
Pour les articles homonymes, voir Dreyfus.

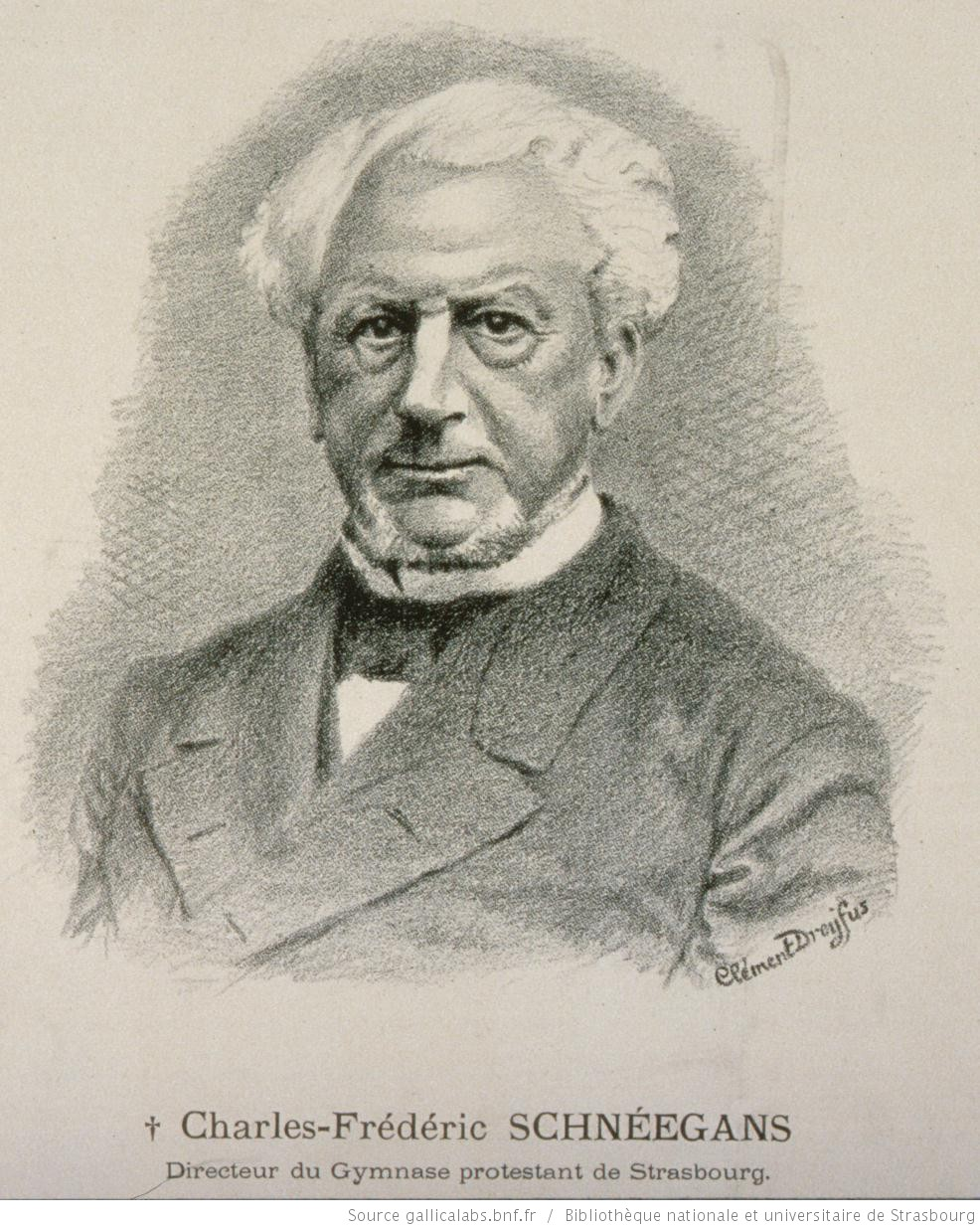
Charles Frédéric Schneegans par Clément Dreyfus

Isaac Clément Dreyfus, né le 27 septembre 1858 à Neuf-Brisach et mort le 4 juillet 1933 à Paris, est un peintre et dessinateur français.

## Biographie
Fils d'un marchand de drap alsacien, Clément Dreyfus naît le 27 septembre 1858 à Neuf-Brisach.
Il expose au Salon des indépendants en 1927 les toiles La Rue Saint-Rustique, à Montmartre et Le Marché des Ponchettes, à Nice.
Il meurt le 4 juillet 1933 en son domicile, au no 46, rue Cardinet dans le 17e arrondissement de Paris, et, est inhumé au Cimetière du Montparnasse (29e division).